# رسم أويلر البياني

رسم أويلر البياني مبينا أن مجموعة الحيوانات "ذات أربع قوائم"" هي مجموعة جزئية من مجموعة "الحيوانات"., ولكن مجموعة "المعادن" هي مجموعة منفصلة عن مجموعة الحيوانات. (ليس لها أي عنصر مشترك مع مجموعة الحيوانات

مخطط أويلر يوضح العلاقات بين مكونات النظام الشمسي المختلفة

رسم أويلر البياني (/ ˈɔɪlər /، OY-lər) (بالإنجليزية: Euler diagram)‏ هو وسيلة بيانية تمكن من تمثيل المجموعات والعلاقة التي تربطهن بعضهن ببعض. سمي هكذا نسبة إلى عالم الرياضيات السويسري ليونهارت أويلر.
يُنسب الاستخدام الأول لـ «دوائر أويلريان» عادةً إلى عالم الرياضيات السويسري ليونارد أويلر (1707-1783). في الولايات المتحدة، تم دمج كل من مخططات Venn وأولر كجزء من التدريس في نظرية المجموعات كجزء من حركة الرياضيات الجديدة في الستينيات. ومنذ ذلك الحين، تم اعتمادها أيضًا في مجالات المناهج الأخرى مثل القراءة [1] وكذلك المنظمات والشركات.
تتكون مخططات أويلر من أشكال مغلقة بسيطة في مستوى ثنائي الأبعاد يصور كل منها مجموعة أو فئة. كيف أو إذا كان تداخل هذه الأشكال يوضح العلاقات بين المجموعات. يقسم كل منحنى الطائرة إلى منطقتين أو «مناطق»: الداخلية، التي تمثل رمزياً عناصر المجموعة، والخارج، والتي تمثل جميع العناصر التي ليست أعضاء في المجموعة. تمثل المنحنيات التي لا تتداخل مجموعات مفككة، والتي ليس لها عناصر مشتركة. ويمثل منحنيان متداخلان مجموعات متقاطعة، لها عناصر مشتركة؛ تمثل المنطقة الموجودة داخل المنحنيين مجموعة العناصر المشتركة بين المجموعتين (تقاطع المجموعتين). المنحنى بالكامل داخل الجزء الداخلي لآخر هو مجموعة فرعية منه.
مخططات Venn هي شكل أكثر تقييدًا من مخططات أويلر. يجب أن يحتوي مخطط Venn على جميع مناطق التداخل الممكنة 2n منطقيًا بين منحنياتها n، والتي تمثل جميع مجموعات التضمين / الاستبعاد للمجموعات المكونة لها. يشار إلى المناطق التي ليست جزءًا من المجموعة بتلوينها باللون الأسود، على عكس مخططات أويلر، حيث تتم الإشارة إلى العضوية في المجموعة بالتداخل وكذلك اللون.

## التاريخ
يؤكد السير وليم هاملتون في كتابه محاضرات عن الميتافيزيقيا والمنطق (1858-1860) بشكل خاطئ أن المستخدم الأصلي للدوائر «لإضفاء الحسية على تجريدات المنطق» (ص 180) لم يكن ليونهارت بول أويلر (1707-1783) بل كريستيان وايز (1642-1708) في كتابه نواة المنطق الوايزيني Nucleus Logicae Weisianae الذي ظهر عام 1712 بعد وفاته، ولكن الكتاب الأخير كتبه في الواقع يوهان كريستيان لانغ بدلًا من وايز. وأشار إلى كتاب رسائل إلى أميرة ألمانية لأويلر [الجزء الثاني، الرسالة 35، 17 فبراير 1791، محرر. كورنو (1842)، ص 412-417].
في الرسم التوضيحي لهاملتون، المقترحات الفئوية الأربعة التي يمكن أن تحدث في القياس المنطقي كما ترمز إليها الرسومات A و E و I و O:
- A: الإيجابي الشامل، مثال: «جميع المعادن عناصر».
- E: السلبي الشامل، مثال: «لا توجد معادن من مواد مركبة».
- I: الإيجابي الخاص، مثال: «بعض المعادن هشة».
- O: السلبي الخاص، مثال: «بعض المعادن ليست هشة».

يعلق جون فن (1834-1923) في عام 1881في المنطق الرمزي الفصل الخامس «التمثيل التخطيطي»، على الانتشار الملحوظ لمخطط أويلر:
«من أول ستين رسالة منطقية، نُشرت خلال القرن الماضي أو نحو ذلك، والتي جرى الرجوع إليها لهذا الغرض، بشكل عشوائي تقريبًا، لأنها كانت متوفرة أكثر من غيرها: يبدو أن هناك 34 منها استعانت بالرسوم البيانية، كل هذه تقريبًا تستفيد من مخطط أويلر». (الحاشية 1 صفحة 100)
لكنه مع ذلك، أكد، «عدم قابلية تطبيق هذا المخطط لأغراض المنطق العام حقًا» (صفحة 100) ولاحظ في الصفحة 101 أنه «يتناسب بشكل سيئ مع الافتراضات الأربعة للمنطق المشترك الذي يجري تطبيقه بشكل طبيعي». ينهي فن فصله بالملاحظة الموضحة في الأمثلة أدناه - أن استخدامها يعتمد على الممارسة والحدس، وليس على ممارسة خوارزمية صارمة:
«في الواقع، لا تتلاءم هذه المخططات مع المخطط العادي للقضايا التي توظف لتوضيحها فحسب، ولكن لا يبدو أن لديها أي مخطط معترف به للاقتراحات يمكن أن تنسب إليها باستمرار». (ص 124 - 125)

أخيرًا، في الفصل العشرين من الملاحظات التاريخية، يصل فن إلى نقد حاسم؛ لاحظ في الرسم التوضيحي لهاملتون أن O (سلبي خاص) وA (إيجابي خاص) يجري تدويرهما ببساطة:
«نأتي الآن إلى دوائر أويلر المعروفة جيدًا والتي جرى وصفها لأول مرة في كتابه رسائل إلى أميرة ألمانية (الرسائل 102-105). تتمثل نقطة الضعف في هذه الدوائر في حقيقة أنها توضح فقط بصرامة العلاقات الفعلية بين الطبقات بعضها البعض، بدلًا من المعرفة غير الكاملة لهذه العلاقات التي قد نمتلكها، أو نرغب في نقلها، عن طريق الاقتراح. وبناءً عليه، لن تتناسب مع افتراضات المنطق المشترك، لكنها تتطلب تكوين مجموعة جديدة من افتراضات أولية مناسبة. يجب أن يكون هذا العيب قد لوحظ من البداية في حالة الإيجابي والسلبي الخاص، لأن نفس الرسم البياني يستخدم بشكل شائع ليمثل كليهما، وهو يؤدي الغرض جيدًا بحيادية». (جرت إضافة الخط المائل: الصفحة 424) 
(تشير تقارير ساندفير 2003 إلى أن أويلر يقوم بمثل هذه الملاحظات أيضًا؛ ويذكر أويلر أن رقمه 45 (تقاطع بسيط بين دائرتين) له 4 تفسيرات مختلفة). مهما كان الأمر، مسلحًا بهذه الملاحظات والانتقادات، يوضح فن بعد ذلك (ص 100-125) كيف اشتق ما أصبح يُعرف باسم مخططات فن الخاصة به من «مخططات أويلر القديمة».

بحلول عام 1914، سمى لوي كوتورات (1868-1914) المصطلحات كما هو موضح في الرسم. علاوة على ذلك، سمى أيضًا المنطقة الخارجية. وشرح بإيجاز كيفية استخدام الرسم التخطيطي - يجب على المرء أن يشطب المناطق التي ستختفي:
«تترجم طريقة فن في مخططات هندسية تمثل جميع المكونات، لذلك، من أجل الحصول على النتيجة، نحتاج فقط إلى شطب (من خلال التظليل) تلك التي تجري إزالتها من خلال بيانات المسألة». (جرت إضافة الخط المائل ص 73)
بالنظر إلى تعيينات فن، يمكن تلخيص المناطق غير المظللة داخل الدوائر للحصول على المعادلة التالية لمثال فن:
«لا توجد Y تساوي Z، وكل X هي Y: لذا لا توجد X تساوي Z» لها المعادلة x'yz '+ xyz' + x'y'z للمنطقة غير المظللة داخل الدوائر (ولكن هذا ليس صحيحًا تمامًا؛ انظر الفقرة التالية).
في مصطلح فن الصفر، لا تظهر x'y'z، أي الخلفية المحيطة بالدوائر. ولا تناقش أو تسمى في أي مكان، لكن كوتورات يصحح هذا في رسمه. يجب أن تتضمن المعادلة الصحيحة هذه المنطقة غير المظللة الموضحة بخط عريض:
«لا توجد Y تساوي Z، وكل X هي Y: لذا لا توجد X تساوي Z» لها المعادلة x'yz '+ xyz' + x'y'z + x'y'z '.
في الاستخدام الحديث، يتضمن مخطط فن «مربعًا» يحيط بجميع الدوائر؛ هذا يسمى عالم الخطاب أو مجال الخطاب.

يلاحظ كوتورات الآن أنه، بطريقة خوارزمية مباشرة (رسمية ومنهجية)، لا يمكن للمرء أن يشتق معادلات منطقية مصغرة، ولا يوضح كيفية الوصول إلى الاستنتاج «لا X يساوي Z». خلص كوتورات إلى أن العملية «تحتوي عقبات جدية كطريقة لحل المشكلات المنطقية»:
«إنه لا يوضح كيفية عرض البيانات بإلغاء عناصر معينة، ولا يوضح كيفية الجمع بين المكونات المتبقية للحصول على النتائج المنشودة. وباختصار، فإنه لا يخدم سوى عرض خطوة واحدة في الحجة، وهي معادلة المسألة؛ لا تستغني عن الخطوات السابقة، أي «طرح المسألة في معادلة» وتحويل المقدمات، ولا مع الخطوات اللاحقة، أي التركيبات التي تؤدي إلى النتائج المختلفة. ذات فائدة قليلة جدًا، نظرًا إلى أنه يمكن تمثيل المكونات برموز جبرية تمامًا وكذلك بالمناطق المستوية، ويكون التعامل معها أسهل بكثير في هذا الشكل». (ص 75)
وهكذا بقيت المسألة حتى عام 1952 عندما بدأ موريس كارنو (1924) بتكييف وتوسيع طريقة اقترحها إدوارد دبليو فيتش. ويعتمد هذا العمل على طريقة جدول الحقيقة المحددة بدقة في أطروحة دكتوراه إيميل بوست لعام 1921«مقدمة لنظرية عامة للقضايا الأولية» وتطبيق المنطق الاقتراحي لتبديل المنطق بواسطة (من بين آخرين) كلود شانون وجورج ستيبيتز وآلان تورنغ. مثلًا، في الفصل «جبر بول»، هيل وبيترسون (1968، 1964) يقدم أقسامًا 4.5ff «يضع نظرية كمثال لجبر بول»، وفيه يقدمون مخطط فن مع التظليل وكل شيء. ويعطون أمثلة على مخططات فن لحل أمثلة على مشاكل دارة التبديل، لكن ينتهي بهم الأمر بهذه العبارة:
«بالنسبة لأكثر من ثلاثة متغيرات، فإن الشكل التوضيحي الأساسي لمخطط فن غير مناسب. من الممكن أن تكون الإضافات ممكنة، ومع ذلك، فإن أكثرها ملاءمة هي خريطة كارنو، التي تناقش في الفصل 6». (ص 64)
في الفصل 6، القسم 6.4 «تمثيل خريطة كارنو للوظائف المنطقية» تبدأ:
«تعد خريطة كارنو 1 (1 كارنو 1953) واحدة من أقوى الأدوات في مرجع المصمم المنطقي. يمكن اعتبار خريطة كارنو إما شكلًا تصويريًا لجدول الحقيقة أو امتدادًا لمخطط فن». (ص 103-104)
إن تاريخ تطوير كارنو لطريقة «الرسم البياني» أو «الخريطة» غامض.
أشار كارنو في كتابه عام 1953 إلى فيتش 1951، وأشار فيتش إلى كلود إي شانون 1938 (بشكل أساسي أطروحة شانون للماجستير في معهد ماساتشوستس للتكنولوجيا)، وأشار شانون بدوره، من بين مؤلفي نصوص المنطق الآخرين، كوتورات 1914. في طريقة فيتش، يجري ترتيب المتغيرات في مستطيل أو مربع كما هو موضح في خريطة كارنو، وغير كارنو في طريقته ترتيب المتغيرات لتتوافق مع ما أصبح يعرف باسم (رؤوس) المكعب الفائق.